# Alex Machacek
Alex Machacek (Tulln an der Donau, 1 juli 1972) is een Oostenrijkse jazz- en fusiongitarist en componist, die in de Verenigde Staten woont.

## Leven en werk
Alex Machacek stamt uit een familie van Tsjechische vluchtelingen, die in de jaren zestig naar Oostenrijk was gekomen. Hij groeide op in Wenen, waar hij acht jaar klassiek gitaarles kreeg. Zijn muzikale belangstelling ging aanvankelijk uit naar heavy metal en bands als Iron Maiden, KISS, Deep Purple en Queen. Halverwege de jaren tachtig verschoof deze echter naar jazz en hij raakte onder de indruk van het werk van gitaristen als Joe Pass, John Scofield en Mike Stern. Machaceks stijl werd verder gevormd door de muziek van Allan Holdsworth en Frank Zappa. Op zijn zestiende ging hij naar het Weense conservatorium, waar hij jazzgitaar, jazzpedagogiek en percussie studeerde. Ook bracht hij twee semesters door aan het Berklee College of Music in Boston.
Zijn eerste solo-album, Featuring Ourselves, verscheen in 1999. Twee jaar later bracht hij met Zappa's voormalige drummer Terry Bozzio en saxofonist Gerald Preinfalk onder de bandnaam BPM het album Delete and Roll uit. In 2003 verscheen de dvd Live at the Steamboat, waarop Machacek en Bozzio samenwerkten met bassist Patrick O'Hearn, die eveneens bij Zappa speelde. Daarnaast speelde hij in zijn Oostenrijkse trio met bassist Raphael Preuschl en percussionist Herbert Pirker. Sinds 2004 woont Machacek in Los Angeles, waar hij werkzaam is aan het Musicians Institute.

## Discografie
- 1999: Featuring Ourselves
- 2004: Delete and Roll (met BPM)
- 2004: Live at the Steamboat (met The Out Trio) (dvd)
- 2006: [Sic] (met Terry Bozzio en Gerald Preinfalk)
- 2007: Improvision (met Jeff Sipe en Matt Garrison)
- 2009: Official Triangle Sessions (met Jeff Sipe en Neal Fountain)
- 2010: 24 Tales (met Marco Minneman)
- 2012: FAT (met Raphael Preuschl en Herbert Pirker)